# Acampe rigida
Acampe rigida és una orquídia epífita originària d'Àsia. El seu nom es refereix a la rigidesa de l'espècie.

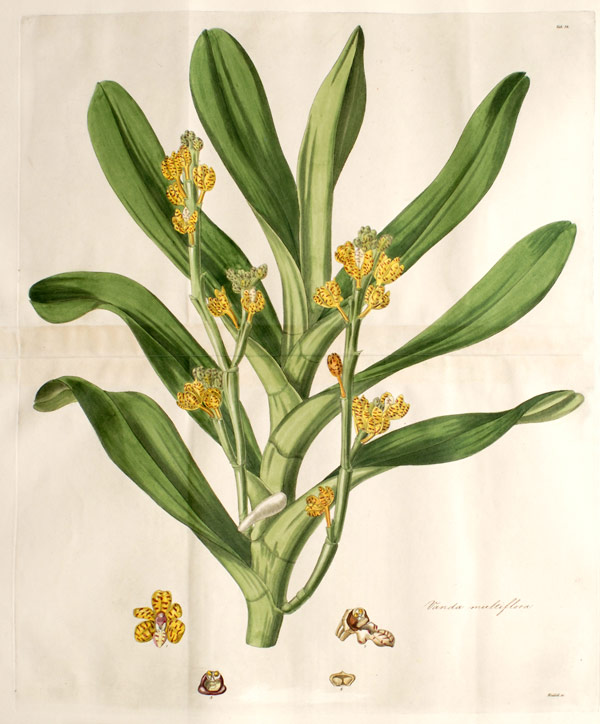
Il·lustració

## Descripció
Són plantes de grandària mitjana, epífites, amb una tija grossa ramificada i ascendent. Les fulles en són desiguals, bilobulades. Presenta una inflorescència de 15 cm de llarg, erecta i poc ramificada, que duu diverses flors carnoses de 2 cm de llarg. Floreix a la primavera i l'estiu.

## Distribució i hàbitat
Es troben a l'Himàlaia: províncies xineses de Guangdong, Guangxi, Hainan i Yunnan, Hong Kong, Taiwan, Assam, Bangladesh, Cambodja, Myanmar, Tailàndia, Vietnam, Malàisia i les Filipines, a les valls tropicals a l'ombra i penya-segats, o als arbres dels boscs en alçades de 400 a 800 msnm.
Quant a les regions biogeogràfiques, aquesta espècie creix en el bioma de Boscos tropicals i subtropicals de frondoses humits.

## Taxonomia
Acampe rigida fou descrita per (Buch.-Ham. exSm.) P. F. Hunt, publicada en Kew Bulletin, 24: 98, 1970.
Etimologia
Acampe: nom genèric que deriva de la paraula grega akampas = 'rígid', referit a les seues petites i no flexibles flors.
rigida: epítet llatí que significa 'rígida'.
Sinonímia
- Aerides rigidum Buch.-Ham. exSm. (1818) (Basionymum)
- Vanda multiflora Lindl. (1826)
- Vanda longifolia Lindl. 1833
- Acampe longifolia (Lindl.) Lindl. (1853)
- Acampe multiflora (Lindl.) Lindl. (1853)
- Acampe intermèdia Rchb.f. (1856)
- Acampe wightiana var. longipedunculata Trimen (1885)
- Saccolabium longifolium (Lindl.) Hook.f. (1890)
- Gastrochilus longifolius (Lindl.) Kuntze (1891)
- Acampe penangiana Ridl. (1896)
- Vanda viminea Guillaumin (1930)
- Acampe taiwaniana S. S. Ying (1974)
- Aerides rigida Buch.-Ham. exSm. 1818;
- Acampe wightiana var. longipedunculata Trimen 1885[4][5]